# Garry Pinchen
Garry Pinchen (ur. 12 lipca 1956) – australijski judoka.
Uczestnik mistrzostw świata w 1981. Zdobył pięć medali mistrzostw Oceanii w latach 1977 - 1990. Mistrz Australii w 1981, 1982, 1983 i 1990 roku.